# Daniel Schreiber (Politiker)
Johann Daniel Friedrich Schreiber (* 4. Juli 1779 in Eilhausen; † 12. Dezember 1842 ebenda) war ein deutscher Gutsverwalter, Gutsbesitzer und Abgeordneter im Fürstentum Waldeck.

## Leben
Schreiber war der Sohn des Amtsschreibers und Verwalters Johann Franz Schreiber (getauft 25. Februar 1735 in Adorf; † 28. März 1812 in Arolsen) und dessen Ehefrau Maria Henriette Friederike geborene Brümmer (* 12. März 1757 in Mengeringhausen; † 22. September 1812 in Eilhausen). Er war evangelisch und heiratete am 4. Dezember 1803 in Rhoden Ernestine Christiane Friederike Rhode (Rohde) (* 18. Oktober 1780 in Rhoden; † 25. Januar 1864 in Arolsen), die Tochter des Amtmann in Rhoden Johannes Gottfried Rhode (* 4. Juli 1748 in Thalitter; † 5. Januar 1825 in Rhoden) und der Catharina Elisabeth Weber (* 5. Juni 1748 in Nieder-Wildungen; † 12. April 1826 in Rhoden). Die Söhne Gustav und August und sein Cousin Bernhard Bunte wurden ebenfalls Abgeordnete.
Schreiber besuchte von 1796 bis 1799 das Landesgymnasium in Korbach und studierte dann 1799 bis 1800 Ökonomie und Kameralistik an der Universität Gießen und 1800 bis 1802 an der Universität Göttingen.
Er war Herr auf Lengefeld. 1804 erhielt er von seinem Vater die Verwaltung der Meierei Eilhausen und war bis zu seinem Tod 1842 Pächter der Domäne Eilhausen. 1814 erhielt er den Billinghäuser Hammer von der Fürstlichen Kammer. Im Jahr 1815 erwarb er das Hauses Stechebahn 9 in Korbach, wohnte aber weiter in Eilhausen. Er war Besitzer des Gutes Billinghausen. 1821 wurde er als Pferdezüchter ausgezeichnet.
Frühestens Mitte 1804 wurde er Wirklicher Kammerkommissar, auf seinen Wunsch hin mit dem Charakter eines Oberkommissars.
Vom 8. Juli 1812 bis zum 22. Juli 1841 und erneut vom 28. April bis zum 12. Dezember 1842 war er Mitglied des Landstandes des Fürstentums Waldeck. Von 1812 bis 1841 war er Vertreter der Ritterschaft wegen des landtagsfähigen Gutes Lengefeld. 1842 war er gewählter Vertreter des Bauernstand des Oberjustizamtes der Twiste.
Am 25. Februar 1814 wurde er durch den Landtag zu einem der vier Kandidaten für die Mitgliedschaft im Staats-Komitee nach dem Organisationsstatut gewählt. Am 28. Februar 1814 wurde er durch den Fürsten zu dessen Mitglied mit dem Titel Landrat ernannt. Er blieb bis zur Auflösung des Komitees am 3. Juli 1814 Mitglied. 1825 war er führend beim gescheiterten Projekt eines Landwirtschaftlichen Vereins.